# Ali Bongo
Ali Bongo Ondimba (født Alain Bernard Bongo; 9. februar 1959), kendt som Ali Bongo, er en gabonesisk politiker, som var Gabons tredje præsident fra 2009 til 2023. Han er medlem af Gabons Demokratiske Parti (Parti démocratique gabonais, PDG).
Ali Bongo er søn af Omar Bongo, som var Gabons præsident fra 1967 til sin død i 2009. Under sin fars præsidentskab var han udenrigsminister fra 1989 til 1991, han repræsenterede Bongoville (en by opkaldt efter Omar Bongo) som deputeret i nationalforsamlingen (Underhuset i Gabons parlament) fra 1991 til 1999 og var forsvarsminister fra 1999 til 2009. Efter sin fars død vandt han det gabonesiske præsidentvalg i 2009. Han blev genvalgt i 2016 i et valg, der var præget af mange uregelmæssigheder, anholdelser, menneskerettighedskrænkelser og protester og vold efter valget. Den 30. august 2023, efter resultatet af det gabonesiske parlamentsvalg 2023, fordrev militæret ham fra præsidentposten ved et statskup og oprettede en junta. Kupmagerne mente ikke at valget var transparent eller retfærdigt, og satte Bongo i husarrest.

## Opvækst og uddannelse og musik
Ali Bongo blev født som Alain Bernard Bongo i Brazzaville, som søn af Albert-Bernard Bongo (senere Omar Bongo Ondimba) og Josephine Kama (senere Patience Dabany). Hans mor var 18 år gammel på tidspunktet for hans fødsel. Han blev undfanget 18 måneder før forældrenes ægteskab, og der har været rygter om, at han var Omar Bongos adoptivsøn, en påstand, som han afviser.
Bongo gik i skole på en privatskole i Neuilly, Frankrig, og studerede derefter jura på Sorbonne. I 2018 modtog han en æresdoktorgrad i jura fra Wuhan Universitet i Kina.
Bongo har arvet en passion for musik fra sin mor, den gabonesiske sanger og musiker Patience Dabany. I 1977 udgav han et funkalbum, A Brand New Man, produceret af Charles Bobbit som var James Browns manager.
Alian Bongo konverterede i 1973 til Islam og skiftede i den forbindelse navn til Ali.